# Pontia venata
Pontia venata is een vlindersoort uit de familie van de Pieridae (witjes), onderfamilie Pierinae.
Pontia venata werd in 1891 beschreven door Leech.